# 贝迪埃
贝迪埃（法語：Béduer）是法国洛特省的一个市镇，属于菲雅克区（Figeac）菲雅克西县（Figeac-Ouest）。该市镇总面积24.78平方公里，2009年时的人口为730人。

## 人口
贝迪埃人口变化图示